# John McNaughton
John McNaughton (Chicago, 13 de janeiro de 1950) é um cineasta americano.

## Filmografia
Cinema
- The Age of Consent (2004)
- The Harvest (2011)
- Sweet (2011)
- The Night Job (2010)
- Falando de sexo (Speaking of Sex) (2001)
- Condo Painting (2000)
- Lansky - A Mente do Crime (Lansky)
- Garotas Selvagens (Wild Things) (1998)
- Normal Life (1996)
- Nas Teias da Traição (Girls in Prison) (TV)
- Uma Mulher para Dois  (Mad Dog and Glory) (1993)
- Ameaça do Espaço (The Borrower) (1991)
- Sex, Drugs, Rock & Roll (1991)
- Henry, Retrato de um Assassino (Henry: Portrait of a Serial Killer) (1990)
- Dealers in Death (1984)

Televisão
- John from Cincinnati (2007)
- Masters of Horror (2006)
- Without a Trace (2003)
- Expert Witness (2003)
- Push, Nevada (piloto) (2002)
- Lansky (1999)
- Firehouse (1997)
- Homicide: Life on the Street
- Rebel Highway (1994)